# Euchromia jacksoni
Euchromia jacksoni är en fjärilsart som beskrevs av George Thomas Bethune-Baker 1911. Euchromia jacksoni ingår i släktet Euchromia och familjen björnspinnare. Inga underarter finns listade i Catalogue of Life.